# Рашид Аканбі
Рашид Аканбі (англ. Rasheed Akanbi, нар. 9 травня 1999, Лагос) — нігерійський футболіст, нападник молдовського «Шерифа».
Чемпіон Молдови. Володар Кубка Молдови.

## Ігрова кар'єра
У дорослому футболі дебютував 2017 року виступами за команду «Фьючер ПА».
2019 року перебрався до Туреччини, де спочатку грав за нижчолігові «Фока Беледійеспор» та «Тіреспор», після чого у 2020–2021 роках захищав кольори «Менеменспора», а згодом грав за «Коджаеліспор». 
2022 року став гравцем молдовського «Шерифа». У сезоні 2022/23 із 8-ма забитими голами розділив звання найкращого бомбардира першості Молдови, допомігши «Шерифу» виграти тогорічну першість країни.

## Титули і досягнення

### Командні
- Чемпіон Молдови (1):

«Шериф»: 2022-2023
- Володар Кубка Молдови (2):

«Шериф»: 2022-2023, 2024-2025

### Особисті
- Найкращий бомбардир чемпіонату Молдови (1):

2022-2023 (8 голів)